# فریج الامیر
فریج الامیر یک منطقهٔ مسکونی در قطر است که در شهرداری الریان واقع شده‌است. فریج الامیر ۲٫۷ کیلومتر مربع مساحت دارد ۲۴ متر بالاتر از سطح دریا واقع شده‌است.